# 로테르담 응용과학대학
로테르담 응용과학대학(네덜란드어: Hogeschool Rotterdam)은 네덜란드 로테르담의 응용학문대학이다. 로테르담과 도르드레흐트에 캠퍼스가 있다.